# 祝勤
祝勤（？—），男，中华人民共和国外交官，现任中央外事工作委员会办公室副主任。

## 生平
1993年，进入中华人民共和国外交部工作，先后在外交部西欧司、驻希腊大使馆、驻英国大使馆、外交部干部司任职。2008年，任驻美国大使馆参赞。2011年，任驻南非大使馆参赞，后升任公使衔参赞兼首席馆员。2014年，任外交部欧洲司副司长。2016年9月，任驻英国大使馆公使兼首席馆员。2019年，任中央外事工作委员会办公室地区事务局局长。2025年3月，任中央外事工作委员会办公室副主任。

## 家庭
已婚，有一子。